# Pterella africana
Pterella africana är en tvåvingeart som beskrevs av Charles Howard Curran 1936. Pterella africana ingår i släktet Pterella och familjen köttflugor. Inga underarter finns listade i Catalogue of Life.